# Патти, Эрколе
Эрколе Патти (итал. Ercole Patti; 16 февраля 1903, Катания, Сицилия, Италия — 15 ноября 1976, Рим) — итальянский писатель
, сценарист, актёр, журналист, военный корреспондент.

## Биография
Родился в семье среднего достатка. В молодости занялся журналистикой. В 1925 году окончил юридический факультет университета.
Сотрудничал с газетой Gazzetta del Popolo, был военным корреспондентом, работал в Юго-Восточной Азии (Китай, Индия и Япония).

## Творчество
С 1935 года Э. Патти работал сценаристом.
Как прозаик стал известен в 1940 году, благодаря сатирическому роману Quartieri alti, рассказывающему о высшем сословии Рима. Действие его романов, в основном, происходит в Риме или на Сицилии. Ряд его романов был экранизирован.
Э. Патти также автор — сборников рассказов и сатирических очерков, двух автобиографических книг, 18 киносценариев.

## Избранная фильмография
Актёр
- 1960 — Любовь в Риме — посетитель выставки (нет в титрах)
- 1946 — Мой сын — профессор

Сценарист
- 1973 — Чёрная рука
- 1973 — Соблазнение
- 1960 — Любовь в Риме
- 1951 — Три запрещенные истории
- 1943 — Аристократические кварталы
- 1941 — Падшая женщина
- 1935 — Треугольная шляпа
- 1935 — Дам миллион